# Oum El Adhaim
Oum El Adhaim è un comune dell'Algeria, situato nella provincia di Souk Ahras.